# Pedro de Alvarado
Pedro de Alvarado (Badajoz, Corona de Castella, 1485 - Guadalajara, Virregnat de Nova Espanya, 4 de juliol de 1541) fou un conquistador castellà que va participar en l'ocupació de Cuba, en l'exploració per Juan de Grijalva de les costes de la península de Yucatán i del Golf de Mèxic, i en la conquesta de Mèxic dirigida per Hernán Cortés.
Pot considerar-se'l com conquistador de gran part d'Amèrica Central i va poder haver-lo estat també, juntament amb Pizarro i Diego de Almagro, del Perú, però va renunciar a això després d'enfrontar-se primer, i negociar després, amb Almagro.
Pràcticament totes les referències a Alvarado esmenten com a mínim el seu caràcter enèrgic; la majoria l'eleven a crueltat. De vegades s'associa fins i tot el seu nom al genocidi, tant per la seva iniciativa en la matança del pati del Temple Major, com pel seu posterior participació en el setge de Tenochtitlan, com sobretot per la violència extrema de les seves accions a Centreamèrica.
A Mèxic els indígenes li deien Tonatiuh, el sol, pel seu aspecte físic. Pel que sembla era ros i d'elevada alçada, el que ho convertia en cas típic per a la deificació que inicialment van fer els mexicas dels espanyols, considerant-los les "gents rosses i barbudes" anunciades com signe del retorn de Ce Acatl Topiltzin Quetzalcóatl.
Alvarado va estar casat primer amb Francisca de la Cueva i després amb la seva germana Beatriz de la Cueva la sense ventura. Abans, va tenir descendència amb Tecuilhuatzin, filla del rei tlaxcalteca, Xicoténcatl.

## Fets de guerra
El 1510 va estar en l'illa de Santo Domingo, passant després a Cuba. En l'expedició que el 1518 feu Grijalba pel golf de Mèxic, se li confià el comandament d'una nau i donà el seu nom al riu que encara s'anomena Alvarado. En començar la conquesta de Mèxic, Hernán Cortés l'anomenà el seu segon, demostrant un valor temerari en els combats de Tabasco i Tlaxcala. Mentre Cortés combatia a en Pánfilo de Narváez, restà a Mèxic al front de 140 espanyols.
Sense causa justificada carregà sobre els indis que celebraven la festa del mes de Toxcalt, passant a ganivet a més de 600, acte que motivà una revolta general i ocasionà la retirada dels espanyols, coneguda en la història amb el nom de la Nit Trista, en la qual Alvarado feu prodigis de valor, i malgrat estar desmuntat i ferit fou l'últim en retirar-se, salvant-se després de passar la rasa del terra de Tlacopán, per haver-lo pujat a les anques del seu cavall Martín de Gamboa. Una vegada acabat el setge i presa de Mèxic, per ordre de Cortés pacificà en Mixteca.
Preparada la conquesta d'Amèrica Central, fou nomenat capità general de Guatemala i Soconusco; les conquerí al front de 300 infants i 160 genets, campanya en la qual fou ferit en una cama; el juliol de 1524 fundà, amb el nom de Santiago de los Caballeros, l'antiga ciutat de Guatemala. A l'inici de la conquesta, els kaqtxikels s'aliaren amb els conqueridors però aviat s'hi rebel·laren a causa de les excessives exigències tributàries i no es rendiren fins al 1530, mentrestant, cadascun dels altres regnes maies de l'altiplà havia estat derrotat pels espanyols i per llurs guerrers aliats, tant de Mèxic com dels regnes maies prèviament subjugats, però el poble itzá era hostil a la invasió dels espanyols i mantingué la seva independència.
Tornà a Espanya el 1527, va haver de declarar en el procés que s'instruïa a Hernán Cortés i justificar-se dels càrrecs que se li feien a ell, aconseguint-ho per comptar amb el suport de Francisco de Cobos secretari de Carles V; retornà a Mèxic el 1528, i dos anys després a Guatemala. El 1534 preparava una expedició marítima per anar a la recerca de les illes Moluques, quan tingué notícies que Francisco Pizarro conqueria el Perú i es feia amo d'immenses riqueses; la seva insaciable avarícia li'n feu concebre el projecte de ser ell el conquistador d'aquella regió, i per això tractà de reunir tropes i armar una esquadra, arrencant per força als indis els recursos que necessitava.
L'expedició en cerca de les Moluques fracassà i vengué les naus en 100.000 pesos a Pizarro i Diego de Almagro. El seu caràcter, irascible en excés, li suscità diferències amb el governador de Yucatán, Francisco de Montejo, i amb el primer virrei de Mèxic, en Antonio de Mendoza. Revoltats els indis de Mixton, derrotaren als espanyols. Alvarado va córrer en auxili de Cristóbal de Oñate, governador d'aquella regió; els revoltats s'havien fet forts al Penyal de Nochixtlán, del que volgué apoderar-se Alvarado contra el parer d'Oñate; iniciant l'atac el dia 24 de juny de 1541, els espanyols s'hagueren de batre en retirada, i en aquesta Alvarado fou trepitjat pel cavall d'un soldat, morint el mes següent de resultes de les contusions que rebé; les seves restes reposen a Guatemala.
L'avarícia i la crueltat que el dominaven, enfosquí el seu valor i talent militar, fent que la història l'hagi qualificat amb duresa; en més d'una ocasió, per arrancar als cacics les riqueses que posseïen, els martiritzà amb una crueltat inaudita; Cacamatzin, rei texcoco, li feu llençar oli bullent en el ventre. Tingué a Espanya un protector que el salvà en més d'una ocasió en què les seves crueltats fossin castigades. Aquest era Francisco de Cuevas, amb el qual estava emparentat.